# Хайнрих III Салм
Хайнрих III/II фон Салм/Залм (на немски: Heinrich III/II von Salm, на латински: Henricus comes de Salmis; * ок. 1155; † януари или август 1246) от род Залм, странична линия на Вигерихидите, както и на Люксембургите, е от 1200 г. граф на т. нар. графство Горен Салм във Вогезите в Елзас.

## Живот
Той е син на граф Хайнрих II фон Салм († 1200) и съпругата му Юта (Юдит) от Горна Лотарингия († сл. 1186).
Хайнрих III е убит в битката при Крéци през август 1246 г. и е погребан в „Св. Петер“.

## Фамилия
Хайнрих III фон Салм се жени ок. 1189 г. за Юта (Юдит) от Горна Лотарингия (* 1171; † 19 март 1242), дъщеря на херцог Фери I от Горна Лотарингия († 1207) и Людмила от Полша († 1223). Те имат двама сина:
- Хайнрих III фон Салм (* ок. 1191; † 1228), господар на Вивиерс, женен пр. август 1221 г. за Маргарета де Бар-Мусон († сл. 1259), дъщеря на граф Теобалд I де Бар, граф на Люксембург († 1214)
- Фридрих I фон Салм († пр. 22 юли 1257), господар на Бламонт, (Бланкенберг) в Гранд Ест, женен пр. 25 септември 1242 г. за Йохана фон Бар († август 1299), дъщеря на граф Хенри II де Бар († 1239, Палестина); родители на:
  - Томас фон Салм, епископ на Вердюн († 22 юни 1305)